# Metal Gear Solid 2: Substance
Metal Gear Solid 2: Substance è un videogioco d'azione uscito nel 2002. Si tratta di un'evoluzione del precedente Metal Gear Solid 2: Sons of Liberty. Ripresentando la stessa trama e lo stesso cast di personaggi, Substance aggiunge all'originale alcuni contenuti extra e la conversione multipiattaforma (PlayStation 2, Xbox e Microsoft Windows).
L'artwork di copertina è stato realizzato dall'artista Yoji Shinkawa, mentre la colonna sonora è ancora una volta di Harry Gregson Williams.
Questa versione del gioco, eccetto alcuni elementi, è stata inserita nella Metal Gear Solid: HD Collection uscita nel 2012 per PlayStation 3, Xbox 360 e PlayStation Vita.
Dal settembre 2020 il gioco è disponibile anche su GOG.com.

## Contenuti

### Missioni
Esistono due tipi di missioni: le VR Missions sono missioni in realtà virtuale che servono per prendere confidenza con i controlli e con le meccaniche di gioco, mentre le Alternative Missions si svolgono in varie aree del gioco principale ed hanno diversi obiettivi. Prima di cominciare una missione si deve decidere con quale personaggio affrontarla, scegliendo tra Raiden, Raiden Ninja, Raiden X (Raiden nudo), Solid Snake, Iroquois Pliskin, Snake Tuxedo (Snake in smoking) e Snake MGS1; la differenza consiste nel grado di difficoltà delle missioni. Inizialmente sono disponibili solo Raiden e Snake, mentre gli altri personaggi si sbloccano completando un certo numero di missioni. Al completamento di una missione si riceve un punteggio in base alle azioni fatte (per esempio il tempo di gioco o il numero di uccisioni); se si supera una certa soglia, si ottiene un clear code con cui era possibile registrarsi sul sito del gioco per confrontarsi con i punteggi degli altri giocatori.

#### VR Missions
Esistono quattro tipi di VR Missions, ognuno dei quali costituito da un certo numero di stage (livelli) da completare; per accedere ad un livello è però necessario aver completato tutti i livelli precedenti. I tipi di VR Missions selezionabili sono:
- Sneaking - Si tratta di missioni d'infiltrazione, in cui il giocatore deve arrivare all'obiettivo senza farsi scoprire dai soldati nemici[11] e senza usare armi né oggetti (fanno eccezione solo alcuni livelli, dove comunque le armi a disposizione sono poche). La missione termina appena il giocatore viene scoperto da un soldato o allo scadere del tempo.
- Eliminate All - Segue le stesse regole delle Sneaking Missions ma, prima di arrivare all'obiettivo, il giocatore deve neutralizzare (cioè stordire, addormentare o uccidere) tutte le guardie presenti[11].
- Weapon mode - Missioni che permettono di impratichirsi con ciascuna delle armi del gioco sparando a vari tipi di bersagli[12].
- First Person View Mode - In queste missioni il giocatore deve completare l'obiettivo (diverso per ogni livello) avanzando esclusivamente in prima persona[13].
- Variety Mode - In questa modalità gli obiettivi da raggiungere sono di diversi tipi[14].

#### Alternative Missions
Le missioni alternative si differenziano in quattro modalità:
- Bomb Disposal Mode, in cui è richiesto di disattivare degli ordigni entro lo scadere del tempo[15].
- Elimination Mode, dove è necessario eliminare tutti i nemici[16] e raggiungere il traguardo entro lo scadere del tempo.
- Hold Up Mode, dove il giocatore deve dirigersi al traguardo dopo aver sorpreso alle spalle tutti i nemici per costringerli ad alzare le mani[17]. La missione termina appena si viene scoperti da un soldato o allo scadere del tempo.
- Photograph Mode, in cui è richiesto di fotografare un particolare dettaglio dell'ambientazione[18] prima dello scadere del tempo.

### Snake Tales
Le Snake Tales sono delle mini-avventure che hanno per protagonista Solid Snake. A differenza delle VR Missions e delle Alternative Missions, esse hanno una propria trama – indipendente da quella principale del gioco – scritta da Hideo Kojima e Tomokazu Fukushima. Le Snake Tales sono cinque:

#### A Wrongdoing
Un gruppo di estremisti si è impadronito della Big Shell e ha preso in ostaggio gli impiegati della piattaforma insieme al Presidente che era venuto in visita, chiedendo al Governo un riscatto di trenta miliardi di dollari. Il colonnello Campbell chiama allora Snake per incaricarlo di infiltrarsi sulla Big Shell con l'obiettivo di liberare tutti gli ostaggi e neutralizzare i terroristi. Nel corso della missione, Snake deve prendere delle decisioni che influenzeranno l'evolversi della storia.

#### Big Shell Evil
La sorella di Otacon, Emma, lavora alla Big Shell, dove ultimamente si sono verificati molti incidenti mortali tra gli impiegati, le cui cause sono poco chiare. Otacon ha un brutto presentimento e chiede perciò a Snake di andare a controllare la situazione.

#### Confidential Legacy
Campbell contatta Snake per affidargli una missione: Sergei Gurlukovich e i suoi uomini hanno attaccato un gruppo di Marines che cercavano di impossessarsi di un nuovo Metal Gear trasportato su una nave; l'obiettivo è fermare Gurlukovich. Inizialmente Snake, che dopo l'incidente di Shadow Moses si era ritirato dall'attività, non vuole accettare la missione, ma cambia idea quando il colonnello lo informa che tra i Marines c'era anche Meryl.

#### Dead Man Whispers
La Big Shell è stata scelta per un'esercitazione congiunta top-secret tra i SEAL della Marina e Dead Cell, dove quest'ultimi impersonano dei terroristi, e i primi devono eliminarli. Quando l'esercitazione è quasi finita, Pliskin, che aveva preso parte all'esercitazione su richiesta del comandante della Marina Scott Dolph, riceve una chiamata d'emergenza sul Codec: una squadra è stata attaccata, ma la trasmissione s'interrompe. Dolph ordina allora a Pliskin di scoprire cosa è successo.

#### External Gazer
Gurlugon, un mostro non meglio identificato, è stato avvistato sulla Big Shell. Snake è convinto che si tratti di una notizia falsa, ma Otacon e Mei Ling sono del parere opposto, e alla fine convincono Snake ad andare sulla Big Shell per scattare una foto al mostro. Le cose però evolvono in maniera del tutto imprevista quando compaiono persone provenienti da universi paralleli.

### Skateboarding
Solamente nella versione PlayStation 2 di Substance è inclusa una versione demo del videogioco Konami Evolution Skateboarding che permette di controllare Snake e Raiden sullo skateboard in due stage differenti ispirati alla Big Shell. Lo scopo è completare tutti gli obiettivi entro il tempo limite e guadagnare più punti possibile usando vari trick.

### The Document of Metal Gear Solid 2
The Document of Metal Gear Solid 2 è un documentario interattivo sulla realizzazione di Metal Gear Solid 2. Diretto da Hideo Kojima, è stato sviluppato e pubblicato da Konami per PlayStation 2 ed uscì nel settembre 2002 in Giappone e Nord America. In Europa il documentario è stato incluso nella versione PlayStation 2 di Metal Gear Solid 2: Substance.
The Document permette di esplorare liberamente i modelli tridimensionali dei personaggi, dei mezzi meccanici e delle aree di gioco, nonché di ascoltare la colonna sonora del gioco, cioè le musiche di sottofondo (comprese quelle che si attivano nelle fasi di allerta e cautela). Contiene anche tutti i filmati di gioco (senza audio), che possono essere fatti scorrere fotogramma per fotogramma, con le relative storyboard. Ci sono vari filmati, girati dal team di sviluppo, che riguardano il processo di realizzazione del videogioco: dal viaggio documentativo a New York alla creazione di una sequenza animata. Inoltre è possibile visionare il testo finale (in inglese) usato per la registrazione delle parti narrate, che spiega anche i segreti sottintesi, le bozze originali (in giapponese) tracciate da Hideo Kojima e le tecniche di programmazione spiegate in termini semplici. Sono presenti anche alcuni trailer di Sons of Liberty, una galleria di prodotti promozionali legati alla saga di Metal Gear e numerosi artwork di Yoji Shinkawa. Per finire è possibile giocare anche ad alcune VR Missions.

## Colonna sonora
La colonna sonora del gioco è stata raccolta in due album che si trovano nell'edizione speciale di Substance uscita il 19 dicembre 2002.